# A Father’s Job
A Father’s Job ist ein deutscher Kurzfilm, der die Geschichte eines jüdischen Frauenschicksals Mitte des 20. Jahrhunderts in Deutschland erzählt. Die fiktionale Protagonistin Anna Friedrich steht dabei stellvertretend für eine Vielzahl jüdischer Schicksale, die trotz ihres Status als privilegierte Juden zunehmender Erniedrigung ausgesetzt waren, was zahlreiche Menschen in den Suizid trieb.

## Handlung
Johann Friedrich und seine jüdische Frau Anna leben in einer sogenannten Mischehe. Johann wird zum Kriegsdienst eingezogen und von seiner Frau und der gemeinsamen Tochter getrennt. Da die Familie keine Verbindung zur jüdischen Kultusgemeinde hält, gilt die Ehe als privilegierte Mischehe, was Anna vor dem Tragen des Judensterns, einem Umzug in ein „Judenhaus“ und auch einer Deportation bewahrt. Trotzdem treibt sie die zunehmende Erniedrigung und Einsamkeit letztlich in den Suizid. Als Annas Briefe ausbleiben, fürchtet Johann, dass eine alte Bekanntschaft ihr zum Verhängnis geworden sein könnte. Nach Johanns Rückkehr flüchtet dieser sich in eine illusionäre Welt, in der Zeit stillgestanden zu sein scheint. Es beginnt ein Kampf mit seinen inneren Dämonen beim Versuch, mit seinem Schmerz zurecht zukommen.

## Entstehung
Mit einer Gesamtlänge (inklusive Abspann) von 19 Minuten 45 Sekunden und 5 Bildern, erinnert der Film an die Befreiung vom Nationalsozialismus durch die Alliierten im Mai 1945. A Father’s Job wurde in den „Short Film Market Catalogue 2022“ des Festival du Court-Métrage de Clermont-Ferrand aufgenommen.
Die männliche Hauptrolle des Johann Friedrich wird von Christian Harting verkörpert, der bereits den SS-Offizier Busch im oscarprämierten Historiendrama Son of Saul gespielt hat. Dabei versteht sich die Namenswahl Johann Friedrich als Hommage an die beiden deutschen Dichter Johann Wolfgang von Goethe und Friedrich Schiller.
Der Soundtrack wurde von Robin Hoffmann komponiert und in Zusammenarbeit mit dem FILMharmonic Orchestra Prag in den Smečky Music Studios aufgenommen, für den er mehrfach international ausgezeichnet wurde.
In einem Interview mit dem deutschen Film- und Video-Onlinmagazin Slashcam, gab Produzent, Drehbuchautor und Regisseur Frank Christian Wagner an, dass das gesamte Filmprojekt ohne jegliche Fördergelder und mit einem Produktionsbudget von ca. 40.000 € realisiert wurde. Er betont darüber hinaus, mit dem Projekt einen aktiven Beitrag zur Erinnerungskultur leisten zu wollen und verweist dabei auf den fiktiven Charakter der Geschichte, der ihm den dafür notwendigen kreativen Handlungsspielraum ermöglicht.

## Kritische Rezensionen
Will Conrad von Indyred schreibt in seiner Rezension: „A Father’s Job ist nicht nur gut gemacht – er ist außergewöhnlich gut gemacht. Die gesamte Aufmachung des Films steht den großen, teuren Produktionen, die ich in den letzten Jahren gesehen habe, hinsichtlich seiner Bild- und Tonqualität in keiner Weise nach und die Tatsache, dass auch die Geschichte selbst gelungen ist, schadet ebenfalls keineswegs. Ein großartiger Film ist darauf angewiesen, das alle Teile, von der Vorproduktion bis zur Nachbearbeitung, gut funktionieren, und ja, lieber Leser, Frank Christian Wagner’s Film trifft den Nagel auf den Kopf.“
Film Threat fasst seine Bewertung (8/10) wie folgt zusammen: „Denken Sie an die Auflösung von Die üblichen Verdächtigen, aber poetischer und eindringlicher.“
Indie Short Mag bewertet den Film mit 4.9 von 5 Punkten.
Richard Propes von The Independent Critic bewertet den Film mit 3.5 von 4 möglichen Punkten und schreibt in seiner Zusammenfassung: A Father’s Job ist ein starkes erzählerisches Debüt für Wagner und man kann nur hoffen, dass er seinen filmischen Weg fortsetzt."

## Auszeichnungen
A Father’s Job war mit seiner Teilnahme am Rhode Island International Film Festival und als „Semifinalist“ beim LA Shorts Fest für insgesamt zwei oscarqualifizierende Filmfestivals nominiert.
Die beiden Hauptdarsteller Dorothee Frauenlob und Christian Harting wurden bei den Los Angeles Actors Awards 2021 jeweils als „Beste Schauspielerin“ beziehungsweise „Bester Schauspieler“ des Jahres ausgezeichnet.
Der Film konnte bisher 63 internationale Filmpreise gewinnen und 11 weitere Nominierungen erzielen.